# Kabelskalare

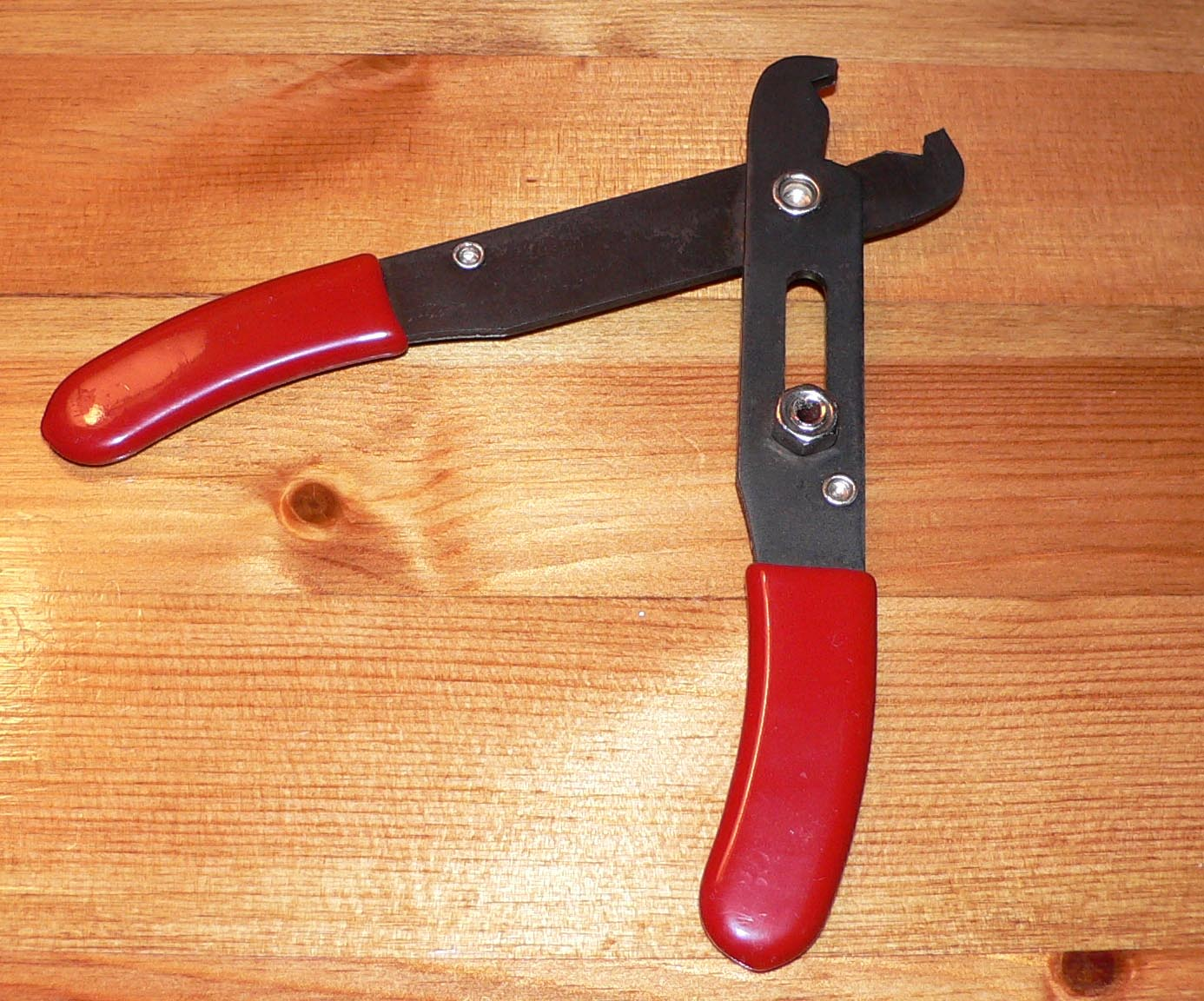
En model av tång för att skala kabel

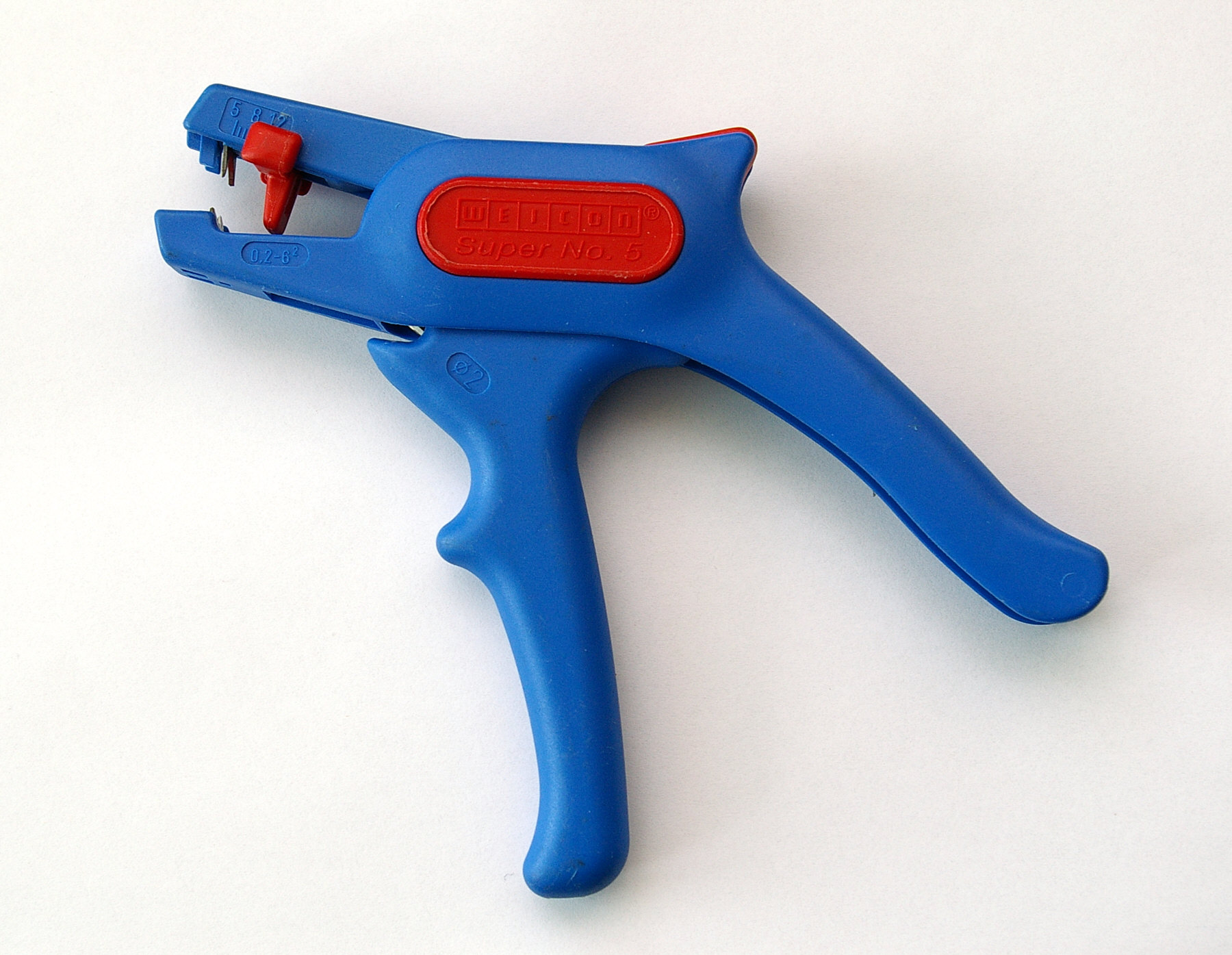
En ställbar avskalare för olika grova kablar

Kabelskalare (skaltång) är ett specialiserat verktyg varmed det går att tar bort isoleringen från elkablar. Det finns flera olika typer av skaltänger, där en av de vanligaste är en kombinationstång som även fungerar som kabelskotång.
Andra verktyg för skalning av kablar omfattar bland annat Kabelknivar.